# 西宮市立西宮高等学校
西宮市立西宮高等学校（にしのみやしりつ にしのみやこうとうがっこう）は、兵庫県西宮市高座町に所在する公立高等学校。
近隣に所在する兵庫県立西宮高等学校と区別するため、地元では「市西」（いちにし）とも呼ばれる。
阪神甲子園球場で行われる全国高等学校野球選手権大会（夏の甲子園）開会式の入場行進で、2年生の生徒が代表校のプラカードを持つことで有名である。

## 沿革
- 1920年 - 西宮町立西宮高等女学校として開校。
- 1925年 - 西宮市立西宮高等女学校に改称。
- 1948年 - 西宮市立西宮高等学校と改称後、同年10月に西宮市立建石高等学校と校名変更。
- 1950年 - 西宮市立西宮高等学校と校名変更。
- 1951年 - 兵庫県立有馬高等学校山口分校（定時制）を併合。
- 1953年 - 総合選抜を実施。
- 1963年 - 定時制課程が西宮市立西宮西高等学校として独立。
- 1965年 - 現在地に移転。なお、移転前の校舎は西宮西高等学校が引き続き使用した。
- 1997年 - 震災復興事業の一環として、震災で被害を受けた校舎に代わり新校舎が完成。
- 2009年 - 総合選抜廃止。複数志願制に移行。

## 校歌
- 与謝野晶子作詞／信時潔作曲（市立西宮高等女学校）
- 竹友藻風作詞／長谷川良夫作曲（市立西宮高等学校）
- 内田禎一作詞／辻井市太郎作曲（選手壮行の歌）
- 岩谷時子作詞／いずみたく作曲（生徒歌）

## 特色・課程
- 普通科‐定員は280名だが、特色選抜による40名(人間探究類型)も含まれているため、学力検査による選抜は240名が定員となっている[2]。
- グローバル・サイエンス科‐通称「GS」。定員は各学年40名(1クラス)[3]。
  - なお、普通科の中にも、理系コースが設けられている。

### 全国高等学校野球選手権大会とのかかわり
阪神甲子園球場で行われる夏の高校野球大会では、1949年（昭和24年）31回大会から開会式で本校の生徒が代表校のプラカードを持つことが慣わしとなっている。これは戦後高校野球が再開された際、学制改革で代表校に多数の新制「高校」が出場してきたが、まだなじみの薄い学校名を印象付けるためプラカードに学校名を書いて行列の先頭に立つこととし、その提案に関わったひとりが同校関係者であったのと、同校（当時の西宮市立建石高等学校）が阪神甲子園球場に近かったことと、歴史的に女学校であったためである。最初の年は夏休みの直前であったが補欠を含め約30人の3年生が集められ、歩き方の審査もあったという。それ以降何年かは3年生が担当していたが、自分のプラカードの高校が勝ち進むと受験勉強に身が入らないということで、現在では2年生が担当している。大会前に学校の体育館で選考会が行われ、選ばれた生徒だけが参加できる。但し、出場校のプラカードを持っての行進以外にも国旗・大会旗を持っての行進もあり、選考会で選ばれても必ずしもプラカードを持てるわけではない（これは抽選で決められる）。ほかに開会式でのコーラスなどでも同校の女子生徒が参加している。かつては女子生徒限定であったが、2023年（令和5年）105回大会からは男子生徒も応募可能となっている。

## 施設・設備
- 2006年度、3年生の全普通教室に冷暖房設備が設置された。2007年度には2年生の全普通教室に、2008年度には1年生の全普通教室にも設置された[6]。この結果、本校のホームルーム教室及びほぼ全ての特別教室で空調が設置されたことになる。[7]
- 50mプールを備えている。
- ハンドボールコートを1面持つ[8]。
- 図書館には、「松柏図書館」という名称がつけられており、約6万冊の蔵書がある[8]。

## 部活動

### 運動部
- 硬式野球
- サッカー-2011年度、全国高等学校サッカー選手権大会に出場。ベスト8[9]。
- 陸上競技
- アメリカンフットボール
- ハンドボール
- バスケットボール
- バレーボール
- バドミントン
- 卓球
- テニス
- ソフトテニス
- 水泳
- 剣道
- ダンス

### 文化部
- 吹奏楽
- 箏曲
- 化学
- 地球科学
- 茶道・華道(茶華道部)
- 放送
- 美術
- 書道
- 新聞
- コーラス
- 競技かるた
- クイズ研究

## 著名な出身者
- 岩谷時子 - 作詞家
- 村上ポンタ秀一 - ドラム奏者
- 高岡健二 - 俳優
- 八尾恵 - よど号グループの柴田泰弘夫人
- 山本拓実 - プロ野球選手（中日ドラゴンズ→北海道日本ハムファイターズ）
- 柿木園悟 - 元プロ野球審判員（パシフィック・リーグ → NPB所属）
- 長沢宏行 - 野球、ソフトボール指導者
- 岡村和哉 - サッカー選手（ギラヴァンツ北九州）
- 横谷繁 - サッカー選手（愛媛FC）
- イシイジロウ - ゲームクリエイター
- 伊藤雄二 - JRA調教師
- 坂東利則 - 元競輪選手
- 蝦名純 - 走幅跳選手（ローマ五輪日本代表）
- 束芋 - 現代美術作家
- 橋本のりこ - 声優、ナレーター
- 宇野名都美 - 元アナウンサー（山口朝日放送、テレビ愛知）
- 加納永美子 - モデル・タレント
- いがらしあみ - ラジオパーソナリティ
- 華純沙那 - 宝塚歌劇団雪組娘役

## 制服
2024年度より標準服制度へ移行されている。“240129標準服制度への移行について.pdf”. fureai-cloud.jp. 2024年9月12日閲覧。
- 冬 - ブレザー（女子）
- 夏 - ジャンパースカート（女子）
- 冬 - 学ラン（男子）
- 夏 - ワイシャツ（男子）